# Буги нощи
„Буги нощи“ (на английски: Boogie Nights) е американски филм от 1997 г. на режисьора Пол Томас Андерсън. Участват Бърт Рейнолдс, Марк Уолбърг, Джулиан Мур, Филип Хофман и други.

## Сюжет
Поглед отвътре към света на порно индустрията от времето, когато диско музиката процъфтяваше. Еди (Марк Уолбърг) е 17-годишен помощник-сервитьор с големи надежди, когато е забелязан от режисьора – ветеран в порно киното Джак Хорнър (Бърт Рейнолдс). Джак незабавно усеща, че енергичният и добре надарен младеж може да го направи много, много богат. В перверзно бляскавия свят на порнофилмите, Еди царува като Дърк Дъглър - самеца суперзвезда, който винаги се радва да ви види.

## В ролите
| Изпълнител          | Роля               |
| ------------------- | ------------------ |
| Марк Уолбърг        | Дърк Дъглър        |
| Бърт Рейнолдс       | Джек Хорнър        |
| Джулиан Мур         | Амбър Уейвс        |
| Джон Райли          | Рид Ротчайлд       |
| Хедър Греъм         | Бренди (Ролергърл) |
| Дон Чийдъл          | Бък Суоп           |
| Филип Сиймур Хофман | Скоти Джей         |
| Уилям Мейси         | Малък Бил          |
| Никол-Ари Паркър    | Беки Барнет        |
| Луис Гусман         | Морис Родригес     |
| Филип Бейкър Хол    | Флойд Гондоли      |
| Томас Джейн         | Тод Паркър         |